# Морлотти, Эннио
Э́ннио Морло́тти (итал. Ennio Morlotti) — итальянский художник. Один из создателей нового фронта искусств. 

## Жизнь и творчество
Морлотти изучает живопись в 1936—1937 годах в Академии изящных искусств Флоренции. Затем совершает учебную поездку в Париж. В 1939 году Морлотти учится в Академии ди Брера в Милане. Был членом художественного движения Корренте. После новой рабочей поездки в Париж в 1947 Морлотти вступает в Новый фронт за искусство (Fronte Nuovo delle Arti). В 1952 году он, совместно с художниками Афро Базальделла, Эмилио Ведова, Антонио Корпора, Ренато Биролли, Джулио Туркато, Джузеппе Сантомазо и Маттиа Морени, организует Группу дельи Отто.
Художник неоднократно совершает рабочие поездки по Европе — по Франции, Великобритании и Германии, полотна его выставлялись во многих городах Европы и Америки. Участник выставок современного искусства в Касселе documenta II (1955) и III (1959). Писал преимущественно в абстрактном стиле.

## Галерея
- Работы Эннио Морлотти